# Frank Pérez-Garland
Frank Pérez-Garland es un director de cine y televisión peruano. Junto con Christian Buckley y Paul Vega, creó la miniserie Mi problema con las mujeres. Esta casado con la actriz Vanessa Saba, con quien escribió algunas de sus películas.

## Biografía
Frank Pérez-Garland nació en octubre de 1974, estudió en el Colegio Inmaculado Corazón y llevó la carrera de comunicaciones en la Universidad de Lima.
Estuvo casado con Melania Urbina desde 2002 hasta 2004, pocos meses después del nacimiento de su hija Lucía Pérez-Garland Urbina. Durante el rodaje de su ópera prima Un día sin sexo, conoció a la actriz Vanessa Saba, con quien se casó en 2009 y, para 2023, vive con ella en México.

### Acusaciones de delitos sexuales
En setiembre de 2020, salieron a la luz acusaciones de tocamientos indebidos y hostigamiento sexual de parte de alumnas de institutos en donde dictaba clases. El Ministerio de la Mujer y Poblaciones Vulnerables lanzó un comunicado repudiando los actos y el Ministerio Público le abrió una investigación.
A través de sus redes sociales, Pérez-Garland pidió disculpas reconociendo que "no era consciente del daño que causaba" cuando lo hacía. Pero al día siguiente, el director cambió su versión negando las imputaciones.

## Filmografía

### Cine
Largometrajes
- Un día sin sexo (2005)
- Cu4tro (2009)
- La cara del Diablo (2014)
- Ella & él (2015)
- Locos de amor (2016)
- Margarita (2016)
- Locos de amor 2 (2016)
- Margarita 2 (2018)
- Rapto (2019)
- Locos de amor 3 (2020)

Cortometrajes
- Mejor mañana (2001)
- No eres tú (2003)
- De noche (2009)
- Amores de verano (2011)

### Televisión
- Mi problema con las mujeres (2007)
- Señores papis (2019)